# Максін Віктор Іванович
Віктор Іванович Максін (нар. 1946) — відомий учений-хімік. Доктор хімічних наук, професор. Академік АН вищої школи України з 2016 року за науковим відділенням хімії. Академік Академії технологічних наук України

## Біографія
Народився 03 вересня 1946 р. в м. Махарадзе (Озургеті), Грузія. В 1969 р. закінчів Київський національний університет імені Тараса Шевченка, хімічний факультет, отримав диплом зі спеціалізації «неорганічна хімія». 1971—1974 рр. — аспірант Київського державного університету. Кандидат хімічних наук (1975 р.), спеціальність — 02.00.01 «Неорганічна хімія». Тема дисертації «Дослідження вольфраматів рідкісноземельних елементів». Доктор хімічних наук, 1996 р. за спеціальністю 02.00.23 — «Охорона навколишнього середовища та раціонального використання природних ресурсів». Тема дисертації: «Фізична хімія та технологія ключових стадій комплексної переробки мінералізованих вод». Старший науковий співробітник (атестат) — 1982 р., професор (атестат) — 2006 р.
1969—1971 рр — військова служба в Бресті (Республіка Білорусь), 1971—1974 рр. — аспірант Київського державного університету. 1975—1977 рр.- старший інженер-технолог, керівник лабораторії Брестського електромеханічного заводу (м. Брест, Республіка Білорусь), 1977—2003 рр. — науковий співробітник, старший науковий співробітник, завідувач лабораторією, завідувач відділу фізико-хімії та переробки мінералізованих вод, завідувач відділу аналітичної хімії, директор науково-технічного центру «Водообробка», провідний науковий співробітник Інституту колоїдної хімії та хімії води Національної академії наук України, м. Київ, 2003—2014 — професор кафедри аналітичної та біоінорганічної хімії та якості води, директор Науково-дослідного інституту природничих та гуманітарних наук (Національний університет біоресурсів та природокористування України). 2014 р. — професор кафедри аналітичної та біоінеорганічної хімії та якості води, професор кафедри екології аграрної сфери та екологічного контролю (2017—2020 р.)

## Наукові результати

### Основні проєкти останніх років
- «Розробити методи нанокорекції мінерального складу раціонів тварин з використанням йодовмісних сполук»;
- «Вивчення фізико-хімічних і біологічних властивостей нанорідин для розробки рецептур функціональних нанобіоматеріалів для рослинництва та тваринництва»;
- «Обґрунтування технологій виробництва повноцінної сільсько-господарської продукції з розробкою рекомендацій що до створення продуктів харчування, збагачених йодом природним шляхом»;
- «Дослідження адсорбції сумішей поверхнево-активних речовин із водних розчинів гідрофобними вуглецевими сорбентами»;
- «Дослідження властивостей вегетативних механізмів регуляції впливу наноаквахелатів біогенних металів на організм тварин»;
- «Управління формуванням продуктивності польових культур за полі функціональної дії хелатних нанодобрив».

### Наукова робота
10 монографій, понад 500 публікацій, 101 патент та авторські свідоцтва, індекс Гірша — 5 (Scоpus), 4 (Web of Science).

#### Основні монографії
Кондиционирование опресненной дистилляцией воды. Киев: Наукова думка. — 1990; Комплексная переработка шахтных вод. Техніка, Київ. — 1985; Комплексная переработка минерализованных вод. Наукова думка, Киев. — 1984; Химия, человек, природа. Радянська школа, Киів, 1984; Наноматеріали як біогенні хімічні елементи в ентомологічних технологіях. Монографія. Київ: ЦП «Компринт», 2018; Нанотехнології в рослинництві. Колективна монографія. К.: ЦП Компринт, 2020. Науковці НУБіП у вивченні та мінімізації наслідків аварії на Чорнобильській АЕС. Монографія. Олді-Плюс: Херсон, 2021.

#### Основні курси лекцій
Біонеорганічна хімія, Екологічна безпека водних екосистем, Моніторинг якості води в агросфері, Методологія сучасного хімічного аналізу, Основи екологічної хімії, Екологічна безпека.

#### Основні посібники
Хімія для вступників до вищих навчальних закладів освіти та слухачів відділень довузівській підготовки. 3-є видання. Посібник. — Киів: НАУ. — 2006. Сучасні методи хімічного аналізу. Навчальний посібник. — Київ, НУБіП України, 2015. Екологічна безпека. Київ, НУБіП України, 2018.

### Науково-методична діяльність
Підготовлено 6 кандидатів наук
Академік Академії технологічних наук України.
Член технічного комітету України ТК147 (Якість питної води).
Експерт Асоціації бутильованих вод України та Асоціації питної води України.
Член Міжнародної мережі досліджень, освіти та реалізації програми «Агробіорізноманіття» для покращення харчування, здоров'я та якості життя (AGROBIOTEСН).
Член Громадської організації «Всеукраїнське водне товариство WaterNet».
Член експертної ради Державної атестаційної комісії з наукових ступенів та звань України 1997—2003 рр., 2010—2012 рр.
Член Наукової ради НАН України з аналітичної хімії.
Експерт і член Асоціації бутильованих вод України.
Член Асоціації питної води України.
Член редколегії міжнародного журналу (входить до БД Web of Science) «Хімія і технологія води» (укр.), «Journal of Water Chemistry and Technolodgy» (англ.); «Методи та об'єкти хімічного аналізу» (БД Scopus); «Вода водоочисні технології»; «Біологічні системи: теорія та інновації»; «Мікроелементи в медицині» (фахові).
Експерт експертної Наукової ради МОН України секції № 216 «Хімія».
Член спеціалізованої вченої ради з захисту докторських дисертацій в Інституті колоїдної хімії та хімії води Національної академії наук України (екологічна безпека і колоїдна хімія).
Член експертної ради Державної атестаційної комісії з наукових ступенів та звань України 1997—2003 рр., 2010—2012 рр.

### Напрями наукових досліджень
- неорганічна хімія оксидів рідкісних металів;
- хімія і технологія сульфамінової кислоти та її солей;
- хімія і технологія води;
- фізико-хімія і технологія комплексної переробки мінералізованих вод;
- мінералізованих вод;
- охорона навколишнього середовища та раціональне використання
- природних ресурсів; екологічна безпека
- нанотехнології та наноматеріали для сільського господарства,
- харчової промисловості та медицини.

## Нагороди
Грамота Президії Верховної Ради УРСР в 1986 р.
Почесна грамота ВХТ ім. Д. І. Менделеєва у 1987 р.
Нагрудні відзнаки «Ветеран Союзу Чорнобиля Росії» І та ІІ ступеня у 2003 році.
Нагорода ім. Ярослава Мудрого в галузі науки і техніки Академії наук вищої школи, 2017.
Почесна грамота МОН України, 2021.